# Mensch, Pia!
Mensch, Pia! ist eine Dramaserie mit Alexandra Maria Lara in der Hauptrolle, die 1996 gedreht wurde.

## Handlung
Nachdem der jüngere Bruder Bommel der 16-jährigen Pia Mangold an einem Gehirntumor verstorben ist, ziehen sich ihre Eltern immer mehr zurück und kümmern sich kaum noch um sie. Ihr Vater Frederic, ein Konzertpianist, vergleicht sie lediglich (zu ihrem Nachteil) mit dem musikalisch begabteren Bruder. So bleiben Pia als einzige Bezugspersonen die Haushälterin Rosa und ihr Freund Noah. Als dieser dann auch noch mit dem Gedanken spielt, zu seinem Vater nach Südamerika zu gehen, und Pia ihren Vater in einer engen Umarmung mit seiner Agentin Ariane Sommer sieht, bricht für Pia eine Welt zusammen. Ihre schulischen Leistungen fallen drastisch ab.
Nachdem die Eltern von Pias schulischen Problemen erfahren haben, beschließen sie, sie auf das Internat Martinsrode zu schicken, damit aus ihr vielleicht doch noch das vom Vater so ersehnte „Wunderkind“ wird. Kein Widerstand seitens Pias und auch Rosas kann die Eltern von ihrem Vorhaben abbringen. Im Internat trifft Pia auf verschiedene Charaktere; so lebt sie mit Katja zusammen, die Noahs Goldfisch Oscar, auf den Pia nun aufpassen muss, nicht mag und ein Verhältnis mit einem verheirateten Mann hat. Zudem gibt es da noch Niklas, den Leiter der Theater-AG, und Hobby-DJ Andi. Auch unter den Lehrern finden sich einige besondere Persönlichkeiten:
- Philosophielehrer Dr. Friedhelm Pflüger, genannt „Buddha“, der ein Jahr in einem asiatischen Kloster verbracht hat und in seiner Freizeit meditiert.
- Motorradfan Diefenbach „Diefi“, der in Pia ein großes Schauspieltalent sieht.
- Hausmutter „Zitty“, die Pia bittet, auf Katja acht zu geben.
- Schulpsychologe Dr. Förster, mit dem Pia direkt zu Beginn sprechen muss.

Nachdem Pia gemeinsam mit Niklas in der Theaterwerkstatt Probeaufnahmen gemacht hat, ist dieser von ihrem schauspielerischen Können überzeugt und würde sie gerne als Hauptdarstellerin für sein neues Stück Wir Wohlstandskinder verpflichten.
Katja hat inzwischen ganz andere Probleme. Als sie von einem Treffen mit ihrem Freund nicht ins Internat zurückkehrt und Pia schließlich per Telefon mitteilt, dass sie schwanger sei, wird sie des Internats verwiesen. Auch bei Pia gibt es einige Probleme daheim. Sie erfährt, dass Rosa nach ihrem Umzug ins Internat zu ihrer Schwester nach Bayern gegangen ist und ihre Eltern, nachdem auch ihre Mutter Frederic mit seiner Agentin erwischt hat, nun in getrennten Betten schlafen. Zudem macht DJ Andi zunehmend als Drogenopfer Probleme.
In den Ferien wird Pia alles zu viel, als ihr Vater zu Ariane gezogen ist und Noah plötzlich wieder auftaucht. Gemeinsam mit ihm trampt sie zu Kinderfrau Rosa nach Bayern. Doch auf dem Weg trennen sich die beiden. In Rosenheim angekommen, arbeitet Pia gemeinsam mit Rosa an dem Skript für Niklas’ Theaterstück.
Nach den Ferien erfährt sie, dass Mitschüler Andi verstorben ist. Sie organisiert eine Trauerfeier für ihn. Die Proben für das Theaterstück laufen danach auf Hochtouren, und obwohl Pias Eltern aufgrund eines Termins beim Scheidungsanwalt nicht zur Premiere kommen können, wird das Stück für Pia ein großer Erfolg und Triumph.

## Besetzung
| Schauspieler                           | Rolle                          | Rollenbeschreibung                                                                | Folgen               |
| -------------------------------------- | ------------------------------ | --------------------------------------------------------------------------------- | -------------------- |
| Hauptdarsteller                        |                                |                                                                                   |                      |
| Alexandra Maria Lara                   | Pia Mangold                    | 16-jährige Schülerin                                                              | 1–10                 |
| Henry Hübchen                          | Frederic Mangold               | Pias Vater, bekannter Konzertpianist                                              | 1–10                 |
| Brigitte Karner                        | Charlotte Mangold              | Pias Mutter, arbeitet in einem Verlag als Lektorin                                | 1–10                 |
| Nebendarsteller – Hamburg              |                                |                                                                                   |                      |
| Gudrun Okras                           | Rosa                           | Pias Kinderfrau                                                                   | 1–4, 6, 9–10         |
| Monika Peitsch                         | Verena                         | Pias Tante                                                                        | 1,5                  |
| Robert Glatzeder                       | Noah                           | Pias Freund, besucht zwischenzeitlich seinen Vater, der in Südamerika lebt        | 1–3, 8–10            |
| Janette Rauch                          | Ariane Sommer                  | Agentin und Geliebte von Frederic Mangold                                         | 1–4, 6–9             |
| Micaëla Kreißler                       | Heike Severin                  | Noahs Mutter                                                                      | 1–3, 5, 6            |
| Pamela Großer                          | Beate                          | Pias Schulfreundin                                                                | 1–3                  |
| Gert Schaefer                          | Herr Funke                     | Pias Lehrer (Mathe)                                                               | 1–3                  |
| Herbert Tennigkeit                     | Herr Dr. Frommholz             | Pias Schuldirektor                                                                | 1,2                  |
| Margot Nagel                           | Frau Bieger                    | Pias Lehrerin                                                                     | 1–3                  |
| Dieter Okras                           | Rolf Jablonski                 | Autor, dessen Buch Charlotte lektoriert                                           | 2, 7–9               |
| Tim Küchler                            | Sebastian ‚Bommel‘ Mangold     | Pias verstorbener Bruder (15. April 1988 – 18. Februar 1995)                      | 1 (später auf Fotos) |
| Joachim Richert                        | ?                              | Mann vom Schlüsseldienst                                                          | 2                    |
| Claus Wilcke                           | ?                              | Verleger Wesendonk-Verlag (Charlottes Arbeitsplatz)                               | 3, 9                 |
| Nebendarsteller – Internat Martinsrode |                                |                                                                                   |                      |
| Glenn Goltz                            | Dr. Friedhelm ‚Buddha‘ Pflüger | junger Lehrer, der einige Zeit in einem buddhistischen Kloster gelebt hat         | 4–10                 |
| Nina Hoger                             | Rosemarie ‚Zitty‘ Zittelmann   | Hausmutter                                                                        | 4–10                 |
| Carol Kloevekorn                       | Miss Aston                     | Englischlehrerin                                                                  | 4, 6, 8–10           |
| Theresa Scholze                        | Katja Behrens                  | Pias Mitbewohnerin                                                                | 3–8, 10              |
| Reiko Blaschke                         | Niklas Kremer                  | Mitschüler, Leiter der Theater-AG                                                 | 3–10                 |
| Christian Näthe                        | Andi Berkahn                   | Mitbewohner von Niklas, DJ, stirbt an Kreislaufversagen in Folge von Drogenkonsum | 3–8                  |
| Winfried Glatzeder                     | Gerd ‚Diefi‘ Diefenbach        | Lehrer, betreut die Theater-AG, begeisterter Motorradfahrer                       | 4–10                 |
| Diana Körner                           | ‚Veilchen‘                     | Sekretärin                                                                        | 3, 4, 6–10           |
| Rolf Becker                            | Dr. ‚Schubi‘ Schubmeier        | Internatsleiter/Direktor                                                          | 3–10                 |
| Ulli Lothmanns                         | Dr. Förster                    | Schulpsychologe                                                                   | 4–10                 |
| René Ifrah                             | Thorben                        | zweiter Schulsprecher                                                             | 3–10                 |
| Katrin Lippisch                        | Ines                           | Mitschülerin & Thorbens Freundin                                                  | 4–10                 |
| David Lutz                             | Fabo                           | Mitschüler                                                                        | 4–10                 |
| Dirk Dehmel                            | Timmi                          | Mitschüler                                                                        | 4–10                 |
| Tokessa Martinius                      | Jaqueline                      | Mitschülerin                                                                      | 4–10                 |
| Sophie Steiner                         | Susanna Boder                  | Mitschülerin                                                                      | 4, 5, 6, 8           |

## Episoden
1. Ich bin ich
2. Eine Party fürs Leben
3. Ich bleib’ hier
4. Neuer Anfang
5. Neue Freunde
6. … und Katja
7. Verluste
8. Scheiden tut weh
9. Zorn und Zärtlichkeit
10. Der Vorhang geht auf

Die Folgen wurden erstmals im Juli bis September 1996 jeweils dienstags im Vorabendprogramm des ZDF um 19.25 Uhr ausgestrahlt.

## Kritik
- dvd-palace.de beschreibt die Serie als eine der „besten Serienproduktionen“ und sagt, die Geschichte besteche vor allem durch „liebevolle Erzählung und die grandiosen Schauspieler“. Zudem wird gesagt, Alexandra Maria Lara liefere eine „erschreckend gute Leistung [ab], mit der sie sich in die Herzen der Zuschauer gespielt und den Sprung in internationale Produktionen geschafft“ habe.[1]

## Sonstiges
- Seit dem 4. Dezember 2006 ist die Serie auf DVD erhältlich.
- Die Serie wurde in Hamburg sowie in den niedersächsischen Gemeinden Bleckede und Dahlem gedreht. Im Dahlemer Ortsteil Marienau entstanden an der Schule Marienau die Szenen am Internat.[2]